# Eupteryx notata
Eupteryx notata is een cicade behorend tot de familie Cicadellidae. Hij komt voor tussen lage vegetatie op kalkrijke bodems.

## Kenmerken
Eupteryx notata heeft een lengte van 2,5 mm. Deze cicade is overdag actief.

## Vergelijkbare soorten
Hij lijkt sterk op Eupteryx vittata. Hij is hiervan te onderscheiden door middel van stekels aan de zijkanten van de anale buis. Mannetjes van E. vittata hebben deze stekels wel en mannetjes van E. notata niet.

## Verspreiding
Eupteryx notata is een Europese soort.